# Museo de la Erótica de Barcelona
El Museo de la Erótica de Barcelona - MEB (en catalán: Museu de l'Eròtica), a veces llamado Museo Erótico de Barcelona, es un museo de arte erótico ubicado en La Rambla de Barcelona. 
Fue el primer museo de España de temática sexual. Contiene alrededor de 800 obras de arte. Entre estas obras hay, por un lado, muchas esculturas y pinturas antiguas de todo el mundo, pero también formas de arte mucho más modernas, como fotografías retocadas por computadora. El museo posee una sala dedicada a las películas pornográficas encargadas por el rey Alfonso XIII, donde exhibe tres de ellas.